# 5130 Ilioneus
5130 Ilioneus è un asteroide troiano di Giove del campo troiano. Scoperto nel 1989, presenta un'orbita caratterizzata da un semiasse maggiore pari a 5,2108948 UA e da un'eccentricità di 0,0098790, inclinata di 15,73905° rispetto all'eclittica.
L'asteroide è dedicato a Ilioneo, portavoce di Enea.